# Money for Nothing
"Money for Nothing" é uma canção da banda britânica Dire Straits, presente originalmente no quinto álbum da banda, Brothers in Arms, lançado em 1985. Permaneceu durante três semanas em primeiro lugar nos EUA, tornando-se um dos maiores sucessos da banda. Na terra-natal do grupo, o Reino Unido, a música atingiu a quarta posição nas tabelas.
Dois anos mais tarde, a gravadora Vertigo Records lançou uma coletânea das melhores músicas da banda, com 12 faixas, intitulada Money for Nothing.
A canção ainda venceu o Grammy em 1985, na categoria de Melhor Performance de Rock, além de outras categorias na qual a banda saiu vencedora, com o álbum Brothers in Arms.
Vale ressaltar que o clipe de "Money For Nothing" foi o primeiro a passar na MTV europeia.

## História da letra
A letra foi composta pelo vocalista e guitarrista Mark Knopfler enquanto ele estava em uma loja de eletrodomésticos, com o baixista John Illsley. Enquanto olhavam os aparelhos televisores, um vendedor reclamava enquanto o baixista assistia a um canal musical televisivo. O vendedor dizia: "Eu deveria ter aprendido a tocar algum instrumento musical. E não ficar carregando TVs, fornos de microondas, refrigeradores. Vejam esses aí: ganham a vida fácil, sem trabalhar...".
O verso inicial, "I want my MTV", é tomado como um slogan para a MTV, ajudando esta a crescer de uma maneira impressionante.
Conforme o baixista Nikki Sixx do Mötley Crüe, a letra da canção seria sobre a sua banda.

## Polêmica
A letra da canção, em trecho escrito por Mark Knopfler, gerou polêmica devido ao uso da palavra faggot (repetida três vezes ao longo dela) algo próximo do termo "viadinho" ou "bicha" em português, o que é considerado homofóbico. O trecho, no original, diz: “See the little faggot with the earring and the makeup? / Yeah buddy, that’s his own hair / That little faggot got his own jet airplane / That little faggot, he’s a millionaire” (“Olha o viadinho de brinco e maquiagem / Pois é, cara, é o cabelo dele mesmo./ Esse viadinho tem seu próprio jatinho / Essa viadinho ficou milionário”). 
Knopfler sofreu críticas de parte da comunidade gay, e mesmo justificando o uso do termo na letra, ao alegar que não se trata de uma opinião dele, mas do personagem representado, um funcionário da loja de eletrodomésticos que vê uma banda de rock na TV e se acha injustiçado por considerar que os artistas ganham dinheiro fácil, enquanto ele trabalha duro e não ganha como eles, o autor achou por bem, em decisão junto à banda, modificar o trecho, incluindo uma versão modificada na coletânea Sultans of Swing: the Very Best of Dire Straits (1998), onde a estrofe não aparece. Nas apresentações ao vivo a banda, ou mesmo Knopfler em apresentações solo, preferiu trocar o termo, substituindo-o por mother, abreviação de motherfucker. Em 1985, na apresentação do Live Aid, no Reino Unido, o termo foi substituído por queenie (algo próximo a rainhazinha).

## Paradas musicais
| País/Parada (1985)                          | Melhor posição |
| ------------------------------------------- | -------------- |
| África do Sul (Springbok Radio)             | 25             |
| Alemanha Ocidental (Official German Charts) | 19             |
| Austrália (Kent Music Report)               | 4              |
| Áustria (Ö3 Austria Top 75)                 | 7              |
| Bélgica (Ultratop 50 de Flandres)           | 38             |
| Canadá (RPM Top Singles)                    | 1              |
| Espanha (PROMUSICAE)                        | 25             |
| Estados Unidos (Cash Box)                   | 1              |
| Estados Unidos (Hot 100)                    | 1              |
| Estados Unidos (Mainstream Rock)            | 1              |
| Europa (European Hot 100 Singles)           | 26             |
| Finlândia (Suomen virallinen lista)         | 4              |
| França (SNEP)                               | 34             |
| Irlanda (IRMA)                              | 6              |
| Nova Zelândia (Recorded Music NZ)           | 4              |
| Países Baixos (Single Top 100)              | 35             |
| Reino Unido (UK Singles Chart)              | 4              |
| Suíça (Schweizer Hitparade)                 | 22             |

| País/Parada (1985)                | Posição fixada |
| --------------------------------- | -------------- |
| Austrália (Kent Music Report)     | 7              |
| Canadá (RPM Top Singles)          | 34             |
| Estados Unidos (Hot 100)          | 8              |
| Estados Unidos (Cash Box)         | 2              |
| Nova Zelândia (Recorded Music NZ) | 5              |
| Reino Unido (UK Singles Chart)    | 38             |

| País/Parada (1958–2018)  | Posição fixada |
| ------------------------ | -------------- |
| Estados Unidos (Hot 100) | 272            |